# Raionul Ardatov, Nijni Novgorod
Raionul Ardatov (în rusă Ардатовский район, transliterat: Ardatovskii raion) este una din unitațile adminstrative ale regiunii Nijnii Novgorod, Rusia.